# Lijst van voetbalinterlands Argentinië - Australië
Deze lijst van voetbalinterlands is een overzicht van alle officiële voetbalwedstrijden tussen de nationale teams van Argentinië en Australië. De landen speelden tot op heden negen keer tegen elkaar. De eerste ontmoeting werd gespeeld op 14 juli 1988 tijdens een vriendschappelijk toernooi in Sydney. Het laatste duel, eveneens een vriendschappelijke wedstrijd, vond plaats in Beijing (China) op 15 juni 2023.

## Wedstrijden
| № | Plaats       | Datum             | Competitie                   | Wedstrijd              | Uitslag |
| - | ------------ | ----------------- | ---------------------------- | ---------------------- | ------- |
| 1 | Sydney       | 14 juli 1988      | Vriendschappelijk            | Australië – Argentinië | 4 – 1   |
| 2 | Buenos Aires | 18 juni 1992      | Vriendschappelijk            | Argentinië – Australië | 2 – 0   |
| 3 | Sydney       | 31 oktober 1993   | WK 1994 kwalificatie         | Australië – Argentinië | 1 – 1   |
| 4 | Buenos Aires | 17 november 1993  | WK 1994 kwalificatie         | Argentinië – Australië | 1 – 0   |
| 5 | Buenos Aires | 30 juni 1995      | Vriendschappelijk            | Argentinië – Australië | 2 – 0   |
| 6 | Neurenberg   | 18 juni 2005      | FIFA Confederations Cup 2005 | Australië – Argentinië | 2 – 4   |
| 7 | Melbourne    | 11 september 2007 | Vriendschappelijk            | Australië – Argentinië | 0 – 1   |
| 8 | Ar Rayyan    | 3 december 2022   | WK 2022                      | Argentinië – Australië | 2 − 1   |
| 9 | Beijing      | 15 juni 2023      | Vriendschappelijk            | Argentinië – Australië | 2 – 0   |

## Samenvatting
| Competitie              | Totaal gespeeld | Winst Argentinië | Gelijk | Winst Australië | Doelsaldo Argentinië – Australië |
| ----------------------- | --------------- | ---------------- | ------ | --------------- | -------------------------------- |
| WK-eindronde            | 1               | 1                | 0      | 0               | 2 − 1                            |
| WK-kwalificatie         | 2               | 1                | 1      | 0               | 2 − 1                            |
| FIFA Confederations Cup | 1               | 1                | 0      | 0               | 4 − 2                            |
| Vriendschappelijk       | 5               | 4                | 0      | 1               | 8 − 4                            |
| Totaal                  | 9               | 7                | 1      | 1               | 16 − 8                           |

Wedstrijden bepaald door strafschoppen worden, in lijn met de FIFA, als een gelijkspel gerekend.

## Details

### Eerste ontmoeting
| Australia Bicentenary Gold Cup (Allianz Stadium, Sydney, Australië, 14 juli 1988):                                                                      |              | |
| Australië | 4 – 1        | Argentinië |
| Paul Wade 4' Charlie Yankos 43' Charlie Yankos 68' (pen.) Vlado Bozinovski 80'                                                                          | goals        | 31' Oscar Ruggeri |
| Frank Arok | bondscoach   | Carlos Bilardo |
| Jeff Olver Charlie Yankos Wally Savor Graham Jennings Robbie Dunn Alan Davidson Paul Wade Vlado Bozinovski Scott Ollerenshaw Frank Farina Graham Arnold | opstellingen | Luis Islas Mario Lucca Oscar Garré Hernán Díaz Oscar Ruggeri Néstor Lorenzo 63' Claudio Cabrera Diego Simeone 87' Sergio Batista José Luis Rodriguez Daniel Aquino |
| | wissels      | 63' Oscar Dertycia 87' Pedro Monzón |

### Tweede ontmoeting
| Vriendschappelijke wedstrijd (Estadio Monumental Antonio Vespucio Liberti, Buenos Aires, Argentinië, 18 juni 1992):                                                                              |              | |
| Argentinië | 2 – 0        | Australië |
| Gabriel Batistuta 47' Gabriel Batistuta 57' (pen ) | goals        | |
| Alfio Basile | bondscoach   | Eddie Thomson |
| Sergio Goycochea Ricardo Altamirano 46' Dario Franco Oscar Ruggeri Sergio Vazquez Diego Cagna Fernando Redondo Leonardo Rodriguez 67' Gabriel Batistuta 67' Claudio Caniggia 70' Fabián Basualdo | opstellingen | Robert Zabica Milan Blagojevic Milan Ivanovic Alex Tobin Tony Vidmar 62' Andy Bernal Paul Wade Ernie Tapai 46' Mike Petersen Alistair Edwards 62' Aurelio Vidmar |
| Sergio Fabian Zarate 46' Claudio Omar Garcia 67' Dario Oscar Scotto 67' Leonardo Astrada 70' | wissels      | 46' Jason van Blerk 62' Mehmet Durakovic 62' Ned Zelic |
| | gele kaarten | Ernie Tapai |

### Derde ontmoeting
| WK 1994 kwalificatie (Allianz Stadium, Sydney, Australië, 31 oktober 1993):                                                                            |              | |
| Australië | 1 – 1        | Argentinië |
| Aurelio Vidmar 42' | goals        | 37' Abel Balbo |
| Eddie Thomson | bondscoach   | Alfio Basile |
| Mark Bosnich Tony Vidmar 72' Mehmet Durakovic Milan Ivanovic Alex Tobin Ned Zelic Aurelio Vidmar Paul Wade Robbie Slater Graham Arnold Jason van Blerk | opstellingen | Sergio Goycochea Jorge Borelli Sergio Vázquez José Chamot Carlos MacAllister Hugo Pérez Fernando Redondo 70' José Basualdo Diego Maradona Gabriel Batistuta 89' Abel Balbo |
| David Mitchell 72' | wissels      | 70' Gustavo Zapata 89' Fernando Cáceres |
| Robbie Slater 55' David Mitchell 76' | gele kaarten | 55' Hugo Pérez 64' Carlos MacAllister 89' Diego Maradona |

### Vierde ontmoeting
| WK 1994 kwalificatie (Estadio Monumental Antonio Vespucio Liberti, Buenos Aires, Argentinië, 17 november 1993):                                                        |              | |
| Argentinië | 1 – 0        | Australië |
| Gabriel Batistuta 59' | goals        | |
| Alfio Basile | bondscoach   | Eddie Thomson |
| Sergio Goycochea José Chamot Sergio Vázquez Oscar Ruggeri Carlos MacAllister Hugo Pérez Fernando Redondo Diego Simeone Diego Maradona Gabriel Batistuta Abel Balbo 70' | opstellingen | Robert Zabica 64' Tony Vidmar Mehmet Durakovic Milan Ivanovic Alex Tobin Frank Farina Aurelio Vidmar Paul Wade Robbie Slater Graham Arnold Jason van Blerk |
| Gustavo Zapata 70' | wissels      | 64' Carl Veart |
| Oscar Ruggeri 17' Sergio Vázquez 39' Diego Simeone 84' | gele kaarten | 23' Mehmet Durakovic 25' Aurelio Vidmar 28' Milan Ivanovic                                                                                                 |

### Vijfde ontmoeting
| Vriendschappelijke wedstrijd (Estadio Centenario Ciudad de Quilmes, Buenos Aires, Argentinië, 30 juni 1995):                                                             |              | |
| Argentinië | 2 – 0        | Australië |
| Abel Balbo 7' Gabriel Batistuta 90+1' | goals        | |
| Daniel Passarella | bondscoach   | Eddie Thomson |
| Hernán Cristante Roberto Ayala Fernando Cáceres José Chamot Javier Zanetti Leonardo Astrada Sergio Berti Diego Simeone Marcelo Gallardo 77' Gabriel Batistuta Abel Balbo | opstellingen | Zeljko Kalac Steve Horvat Milan Ivanovic Alex Tobin Ned Zelic Stan Lazaridis 57' Jason Polak 63' Paul Wade Steve Corica 68' John Markovski Jason van Blerk |
| Ariel Ortega 77' | wissels      | 57' Kevin Muscat 63' Andrew Marth 68' Joe Spiteri |

### Zesde ontmoeting
| FIFA Confederations Cup 2005 (Max-Morlock-Stadion, Neurenberg, Duitsland, 18 juni 2005):                                                                        |              | |
| Australië | 2 – 4        | Argentinië |
| John Aloisi 61' (pen.) John Aloisi 70' | goals        | 12' Luciano Figueroa 31' Juan Román Riquelme 53' Luciano Figueroa 89' Luciano Figueroa                                                                                            |
| Frank Farina | bondscoach   | José Pékerman |
| Mark Schwarzer Kevin Muscat 46' Craig Moore Ljubo Milicevic 56' Tony Vidmar Lucas Neill Josip Skoko 74' Brett Emerton Scott Chipperfield Tim Cahill John Aloisi | opstellingen | Germán Lux Walter Samuel Gabriel Heinze 86' Fabricio Coloccini Lucas Bernardi 66' Mario Santana Javier Zanetti Juan Pablo Sorín Juan Riquelme 73' Javier Saviola Luciano Figueroa |
| Mark Viduka 46' Jonny McKain 56' Jason Culina 74' | wissels      | 66' Esteban Cambiasso 73' Pablo Aimar 86' Gonzalo Rodríguez |
| Lucas Neill 30' Brett Emerton 43' Tim Cahill 49' Craig Moore 90'                                                                                                | gele kaarten | 10' Walter Samuel |

### Zevende ontmoeting
| Vriendschappelijke wedstrijd (Melbourne Cricket Ground, Melbourne, Australië, 11 september 2007:                                                                                 |              | |
| Australië | 0 – 1        | Argentinië |
| | goals        | 49' Martín Demichelis |
| Graham Arnold | bondscoach   | Alfio Basile |
| Mark Schwarzer Lucas Neill Michael Beauchamp David Carney Luke Wilkshire 56' Jason Culina Vince Grella Mark Bresciano 58' Josip Skoko 51' Joshua Kennedy 82' Archie Thompson 62' | opstellingen | Roberto Abbondanzieri Gabriel Milito Martín Demichelis Gabriel Heinze Nicolás Burdisso Javier Mascherano Javier Zanetti 72' Jonás Gutiérrez 80' Federico Insúa 90+1' Lionel Messi 84' Carlos Tévez |
| Carl Valeri 51' Brett Holman 58' Nick Carle 62' Nik Mrdja 82' | wissels      | 72' Fernando Gago 80' Cristian Ledesma 84' Javier Saviola 90+1' Sergio Agüero |